# NGC 4972
NGC 4972 est une galaxie lenticulaire relativement éloignée et située dans la constellation du Dragon. Sa vitesse par rapport au fond diffus cosmologique est de 9 320 ± 52 km/s, ce qui correspond à une distance de Hubble de 137,5 ± 9,7 Mpc (∼448 millions d'al). NGC 4972 a été découverte par l'astronome germano-britannique William Herschel en 1797. Cette galaxie a aussi été observée par l'astronome britannique John Herschel le 5 mai 1831 et elle a été inscrite au New General Catalogue sous la désignation NGC 4954.